# R.Bot 100
R.Bot 100 — робот (устройство телеприсутствия), управляемый человеком, с некоторой степенью автономности.
R.Bot 100 построен на базе двухколёсного шасси, передвигается со скоростью около 5км/ч (до 2 км/ч в первой модификации) по относительно ровной поверхности и способен преодолевать такие препятствия, как пороги и кабель-каналы. Обеспечивает трансляцию видео и звука к оператору (телеприсутствие) и воспроизведение как голоса оператора, так и изображения с веб-камеры. В случае отсутствия изображения от оператора может демонстрировать справочные сведения или подготовленные видеоролики. Может зачитывать тексты с помощью синтезатора речи или воспроизводить заранее записанные аудио-фрагменты.
Зрение робота (и удалённого оператора) обеспечивает камера, размещённая в подвижной голове (4 степени свободы). Оператор может подключаться к роботу как через интернет, так и локально через беспроводную сеть. Робот используется в качестве информатора, консультанта, гида на рекламных акциях и прочих мероприятиях. Разработчик, компания «Лаборатория трёхмерного зрения», заявляет также о возможности использования R.Bot 100 в качестве домашнего робота-помощника, либо офис-менеджера.
В настоящий момент в одной из школ проводится опыт по удалённому обучению мальчика-инвалида с применением технологии R.Bot. Робот используется в задачах телемедицины госпиталем имени Вишневского.

## Галерея изображений

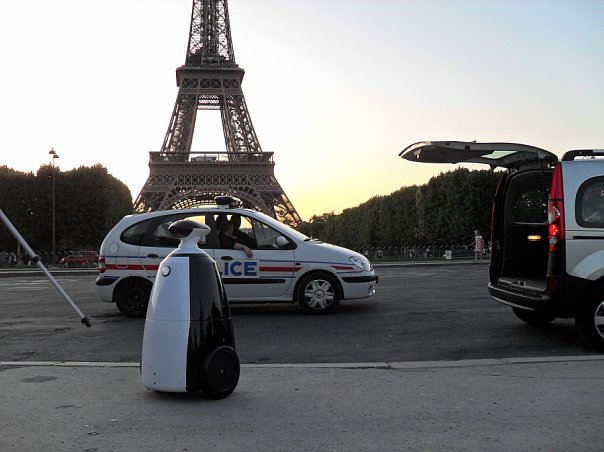
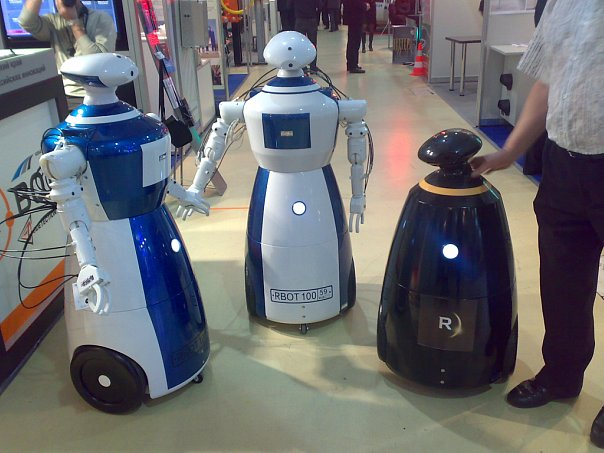
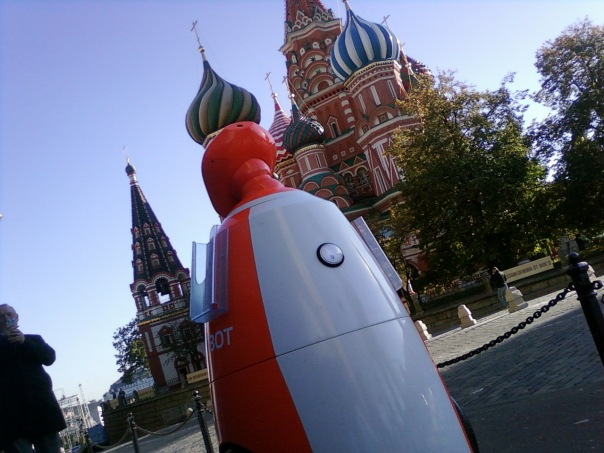
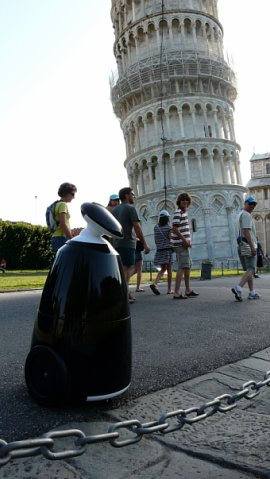
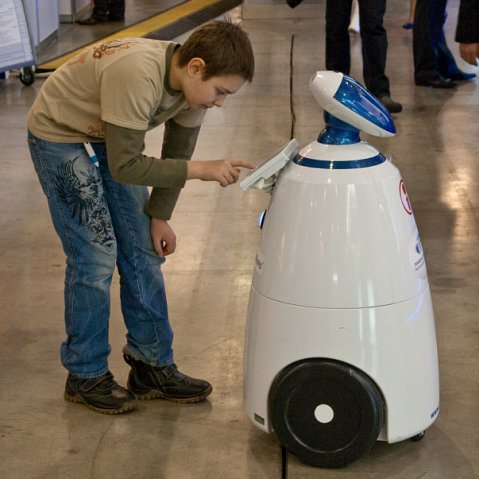
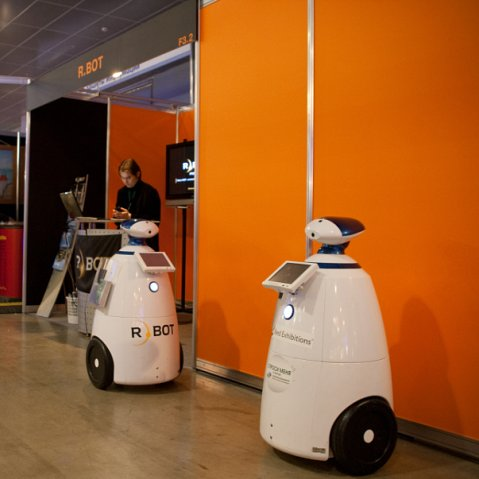
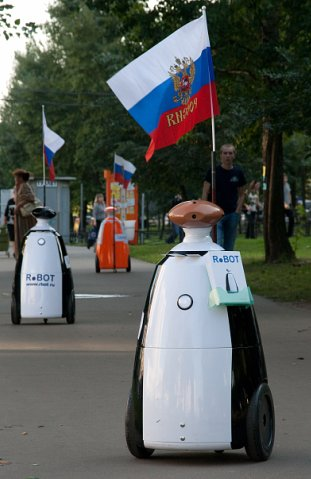
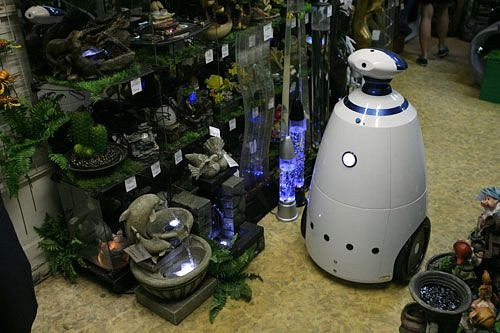

### Видеорепортажи
- Международный Форум «Технологии безопасности» в красках (фото и видео)
- НОВАЦИИ Роботы захватывают российские банки
- Персонаж «Звёздных войн» будет консультировать клиентов БТА Банка
- Роботы-консультанты в БТА банке
- Новостной видео-сюжет с упоминанием роботов R.Bot «Машина с алкозамком, робот-гаишник и чудо-радар», 2-я минута (недоступная ссылка)
- Сюжет про разработчиков (в начале)
- Заметка об использовании робота на фестивале для детей-инвалидов (недоступная ссылка)
- Статья в Известия. Неделя: «Роботы ищут работу. Столичные школы … заинтересовались киборгами»
- Статья в РИА Новости: «Робот-экскурсовод и робот-врач появятся в одной из библиотек и больниц Москвы» (недоступная ссылка)
- 5 Канал С.-Петербург новости недели. «Робот поливает дома цветы и подвозит фрукты» см. 34-я минута новостного блока (недоступная ссылка)
- Вести24. Передача «Церковь и Мир». Мальчик с ограниченными возможностями учится в школе с помощью РБОТ-100 см с 13-й минуты
- «Открытые Системы». Видеосюжет «Российский робот Гоша будет помогать людям» о дистанционном обучении Архивная копия от 4 марта 2016 на Wayback Machine
- Фотографии следующей модели РБОТ-200 (недоступная ссылка)
- Интернет издание F5, статья «Какой он — русский Wall-E?»
- Телеканал «Звезда». Роботы работают в магазине фонтанов (недоступная ссылка)
- РИА Новости. Видео сюжет, смотреть самое начало «Учёные создали робота-аватара, которым можно управлять через Интернет»
- Российские роботы делают это! Как и многое другое
- Робот-экскурсовод и робот-врач появятся в библиотеке и больнице Москвы
- Роботы осваивают специальность библиотекаря (недоступная ссылка)

### Статьи про R.bot
- В «БТА Банке» начали работать роботы-промоутеры «CNews» от 21.12.09
- R.Bot и MA Models на Первом городском фестивале «Расправь крылья!» Модельное агентство «MA Models» от 17 мая 2010 (недоступная ссылка)
- Чудо робототехники на DOCFLOW 2010 Блог НПО и DIRECTUM в Сети от 24 мая 2010
- Задумаемся о будущем уже сегодня. Блог F5 от 27 мая 2010